# Edson Vieira
Edson Roberto Vieira, mais conhecido como Edson Vieira (São João, 9 de outubro de 1965), é um técnico e ex-futebolista brasileiro que atuava como meio-campista. Atualmente é técnico do Inter de Bebedouro.

## Carreira

### Como jogador
Começou no Londrina e depois passou por Matsubara, Botafogo e Mogi Mirim.
Foi para o México, onde defendeu o Atlas de Guadalajara.
Retornou ao Brasil, onde defendeu a Ponte Preta e Botafogo-SP.
Após isso, foi para a Colômbia, onde atuou pelo Once Caldas e Unión Magdalena.
Teve uma passagem pelo Noroeste.
Defendeu ainda o Edessaikós, da Grécia.
Ainda esteve em Fortaleza, Santa Cruz, Futebol Portuguesa-PR, Rio Preto e Ceará, antes de retornar a Colômbia e 

### Como técnico
Após encerrar a carreira de jogador, Edson passou a ser treinador e auxiliar de grandes treinadores no Brasil, e também na Europa e México.
Iniciou sua nova trajetória pela Futebol Portuguesa-PR e não parou mais. Teve passagens por Nacional-PR, Itararé, Comercial, Caxias-SC, Londrina, União São João, Atlético Sorocaba, União Barbarense, XV de Piracicaba, EC Lemense, Gama, Sertãozinho, São Carlos e Taubaté.
Anteriormente, seu nome foi especulado no Once Caldas, mas Edson optou ficar em seu país, e foi para o comando do São Bento, onde deixou no meio de outubro.
Entre suas idas e vindas como treinador e assistente, dentro e fora do Brasil, ainda foi auxiliar-técnico de Universidad Guadalajara, Atlas, Goiás, Benfica e Sporting CP.
Foi anunciado no América-RN em abril de 2022, substituindo o então técnico interino Leandro Sena.

## Títulos

### Como treinador
São Bento
- Campeonato Paulista - Série A3: 2013

Nacional-PR
- Campeonato Paranaense - Série Prata: 2003

### Amistoso
Time Juninho
- Campeão do superclássico  Desimpedidos  2020

### Como jogador
Rio Preto
- Campeonato Paulista de Futebol de 1999 - Série A3: 1999

Ceará
- Campeonato Cearense: 1996

Milionários
- Copa Colômbia: 1995
- Copa Tecate: 1995

Universidade Guadalajara
- Copa Marlboro: 1990